# Sierockie
Sierockie – wieś podhalańska w Polsce położona w województwie małopolskim, w powiecie tatrzańskim, w gminie Biały Dunajec.
| SIMC    | Nazwa      | Rodzaj    |
| ------- | ---------- | --------- |
| 0417674 | Granatówka | część wsi |
| 0417680 | Kapłony    | część wsi |
| 0417697 | Koziary    | część wsi |
| 0417705 | Leszczyny  | część wsi |
| 0417711 | Stos       | część wsi |

Wieś jest siedzibą sołectwa Sierockie.
W latach 1975–1998 miejscowość administracyjnie należała do województwa nowosądeckiego.
W 2011 roku prowadziła przez miejscowość trasa wyścigu kolarskiego Tour de Pologne 2011.
Sierockie jest drugą co do wysokości pośród najwyżej położonych miejscowości na Podhalu, a tym samym w Polsce. Znajduje się na Pogórzu Gubałowskim, na tzw. Skalnym Podhalu, na wysokości 920–1010 m n.p.m. Centralna część wsi umiejscowiona jest na szczycie Rolów Wierch – 1010 m n.p.m., którego grzbiet biegnie południkowo – od sąsiedniego Zębu, najwyżej położonej miejscowości w Polsce (na południu), do Bańskiej Wyżnej (na północy). To wzniesienie jest również linią wododziałową pomiędzy górskimi potokami Biały Dunajec i Skrzypniańskim.
Sierockie składa się z następujących osiedli: Stos, Granatówka, Za Pasieką i Koziarowe Smrecki. Do charakterystycznych budynków należą: nowy budynek szkoły podstawowej im. św. Brata Alberta Chmielowskiego (położony na wysokości 993 m n.p.m.), a także remiza OSP.

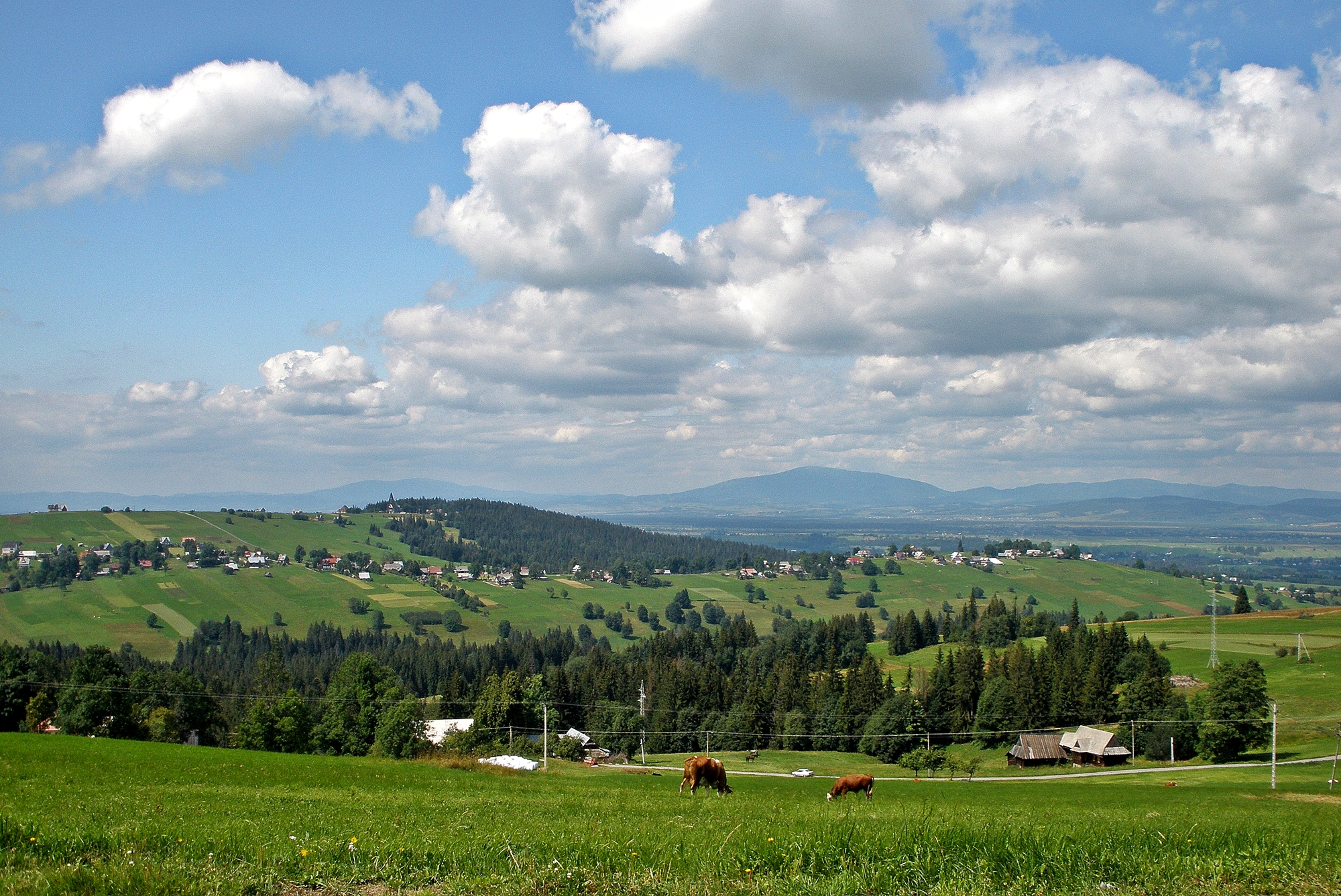
Widok z Sierockiego w kierunku Babiej Góry
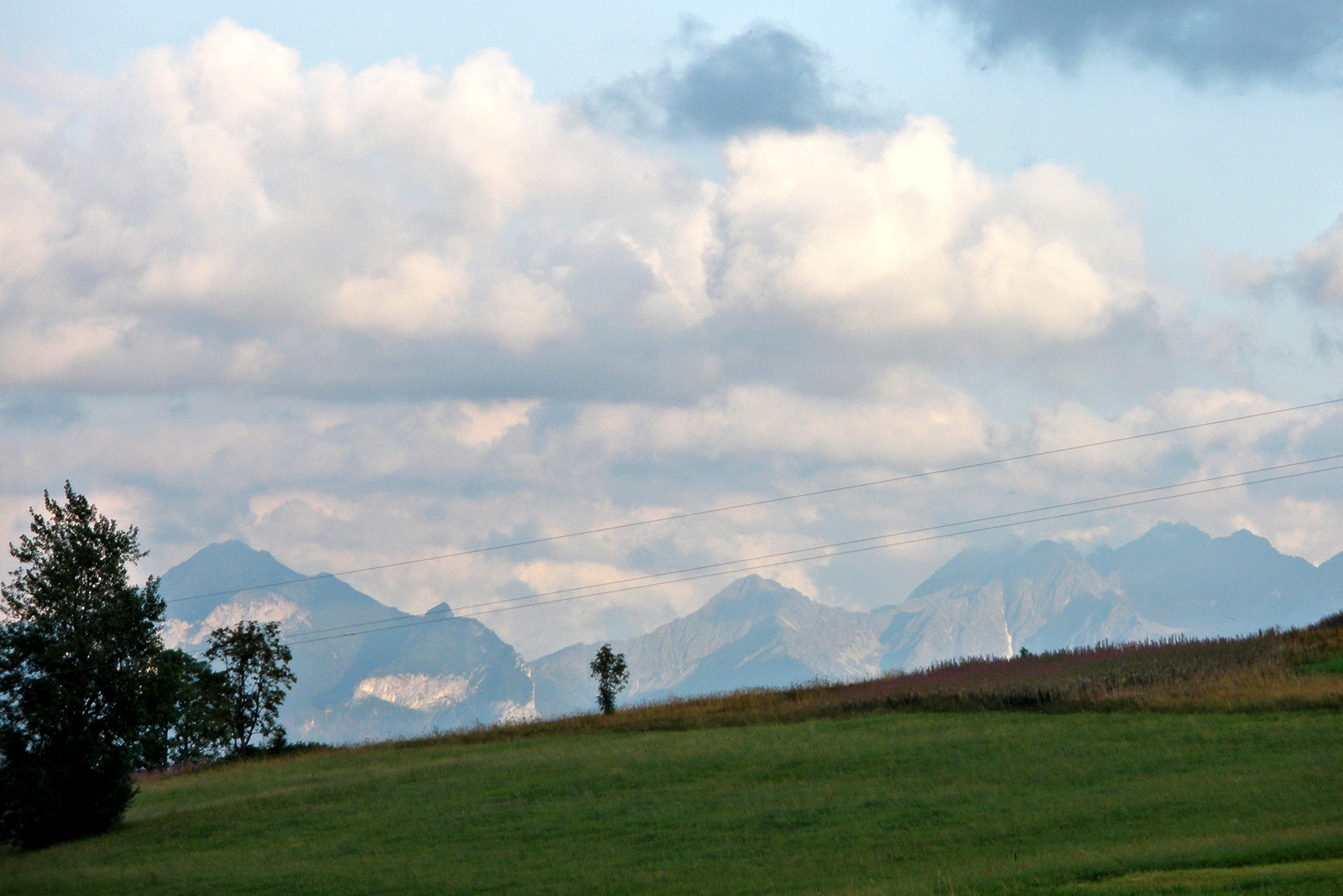
Widok z Sierockiego na Tatry
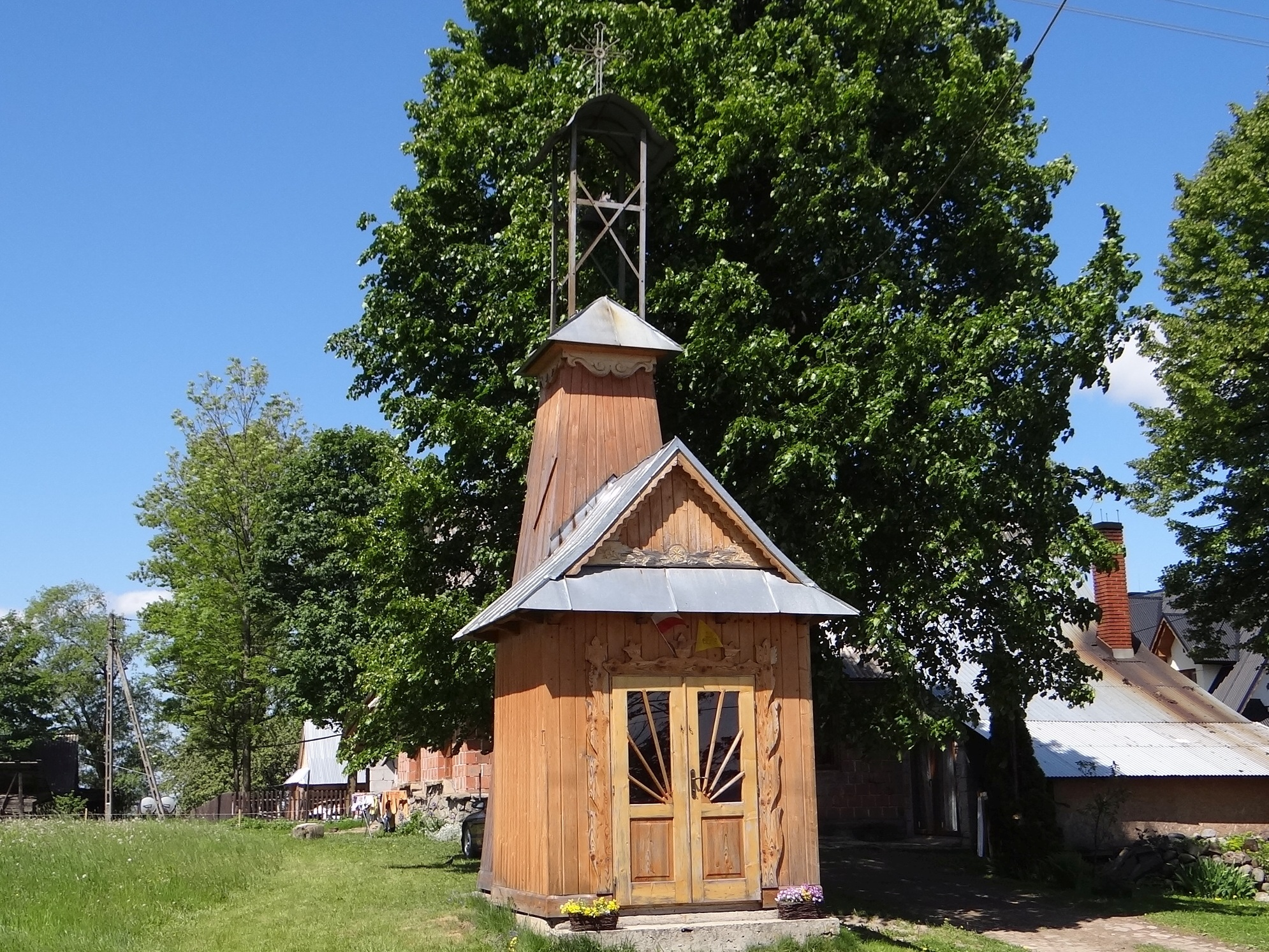
Kaplica